# Servicio de Edificios Históricos de Estados Unidos

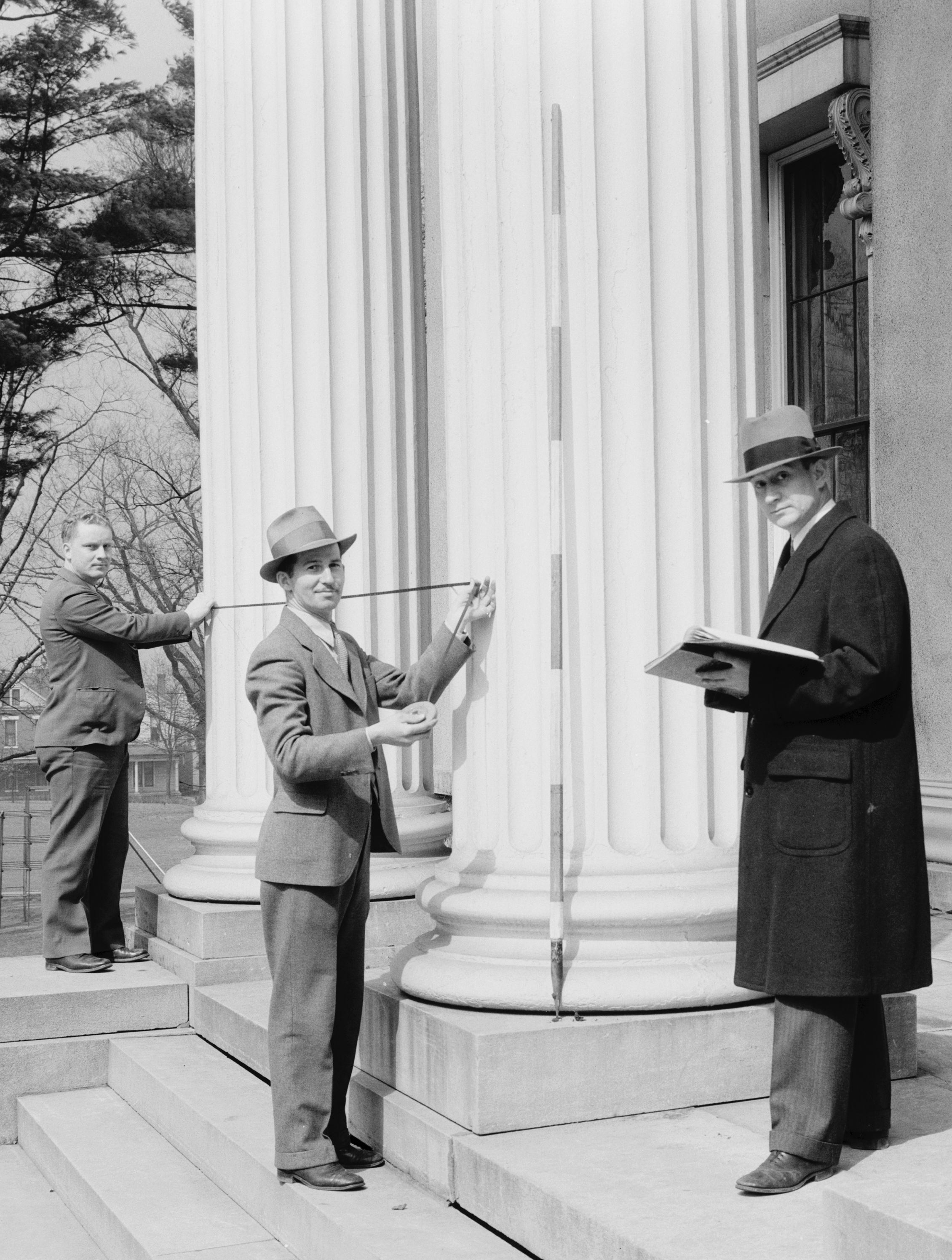
Un equipo de la Encuesta de Edificios Históricos (1934).

El Servicio de Edificios Históricos de Estados Unidos en inglés, Historic American Buildings Survey, conocida por sus siglas HABS el Programa Registro de Ingeniería Histórica de Estados Unidos (Historic American Engineering Record, HAER), y la Encuesta de Hitos Históricos de Estados Unidos (Historic American Landscapes Survey, HALS) son tres programas del Servicioestablecidos con el propósito de conocer mejor el patrimonio edificado con el fin de preservar los edificios históricos. El Registro consiste en medir los edificios, levantar planos, archivar fotografías y recopilar la documentación escrita.
En 1933 el Servicio de Parques creó la Encuesta de Edificios Históricos de Estados Unidos a raíz de una propuesta de Charles E. Peterson, un joven arquitecto paisajista del Servicio de Parques Nacionales. Fue creada como un programa de trabajo para los arquitectos, fotógrafos y redactores sin trabajo en los años de la Gran Depresión. Guiada por las instrucciones sobre el terreno de Washington D. C., lo primero que HAB se encargó fue de documentar una muestra representativa del patrimonio arquitectónico de Estados Unidos. Mediante la creación de un archivo histórico de la arquitectura, HABS siempre proveía una base de datos como principal fuente de material para el entonces incipiente movimiento de preservación histórica.
El Programa Registro de Ingeniería Histórica de Estados Unidos («Historic American Engineering Record Program», HAER) fue creado el 10 de enero de 1969 por el Servicio de Parques Nacionales y la Sociedad Americana de Ingenieros Civiles. HAER documentaba los artefactos históricos de ingeniería mecánica. Desde el advenimiento de la HAER, el programa combinado era normalmente llamado «HAB/HAER». Hoy en día gran parte de la labor de HAB/HAER es realizada por equipos de estudiantes durante el verano, o como parte de los trabajos universitarios. 
En octubre de 2000 el Servicio de Parques Nacionales y la Sociedad Americana de Arquitectos Paisajistas estableció permanentemente un programa hermano, el Estudio de Paisajes Históricos de Estados Unidos (Historic American Landscapes Survey) para la documentación sistemática de los paisajes históricos de Estados Unidos. Un predecesor de HALS fue el Proyecto Histórico de Paisajes y Jardín de Estados Unidos (HALGP por sus siglas en inglés). Entre 1935 y 1940, el proyecto registró varios jardines históricos de Massachusetts. El proyecto fue financiado por la Administración de Obras en Progreso (WPA), pero administrado y colectado por HAB. 
La colección permanente de HABS/HAER/HALS se encuentra en la Biblioteca del Congreso. Como una rama de la Gobierno Federal, sus obras son creadas en dominio público.

## Galería

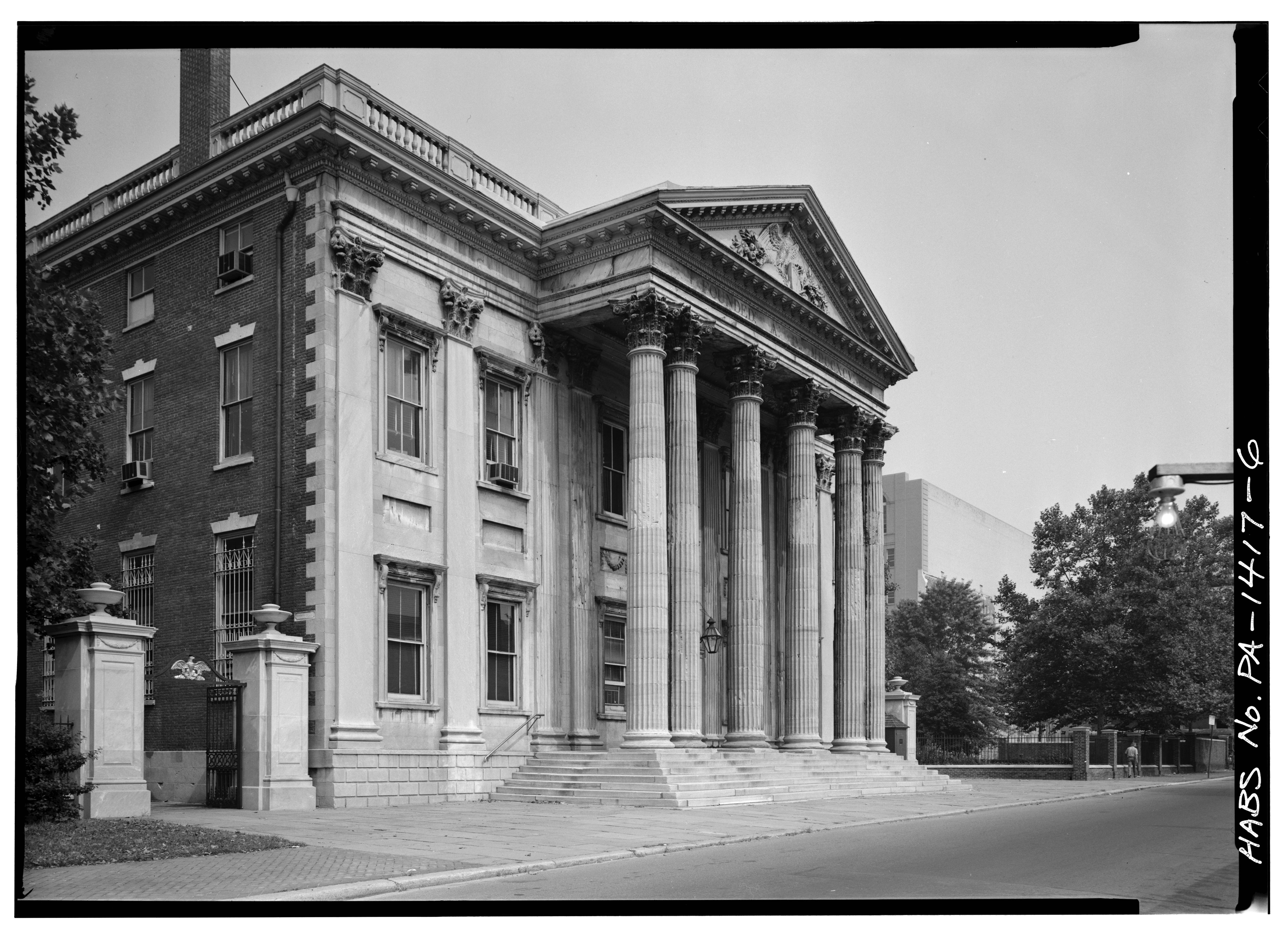
Fotografía de HABS: Primer Banco de los Estados Unidos, Filadelfia
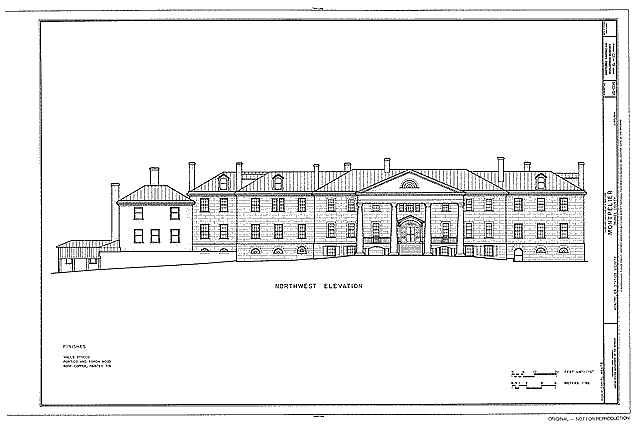
Dibujo de HABS: Montpelier de James Madison
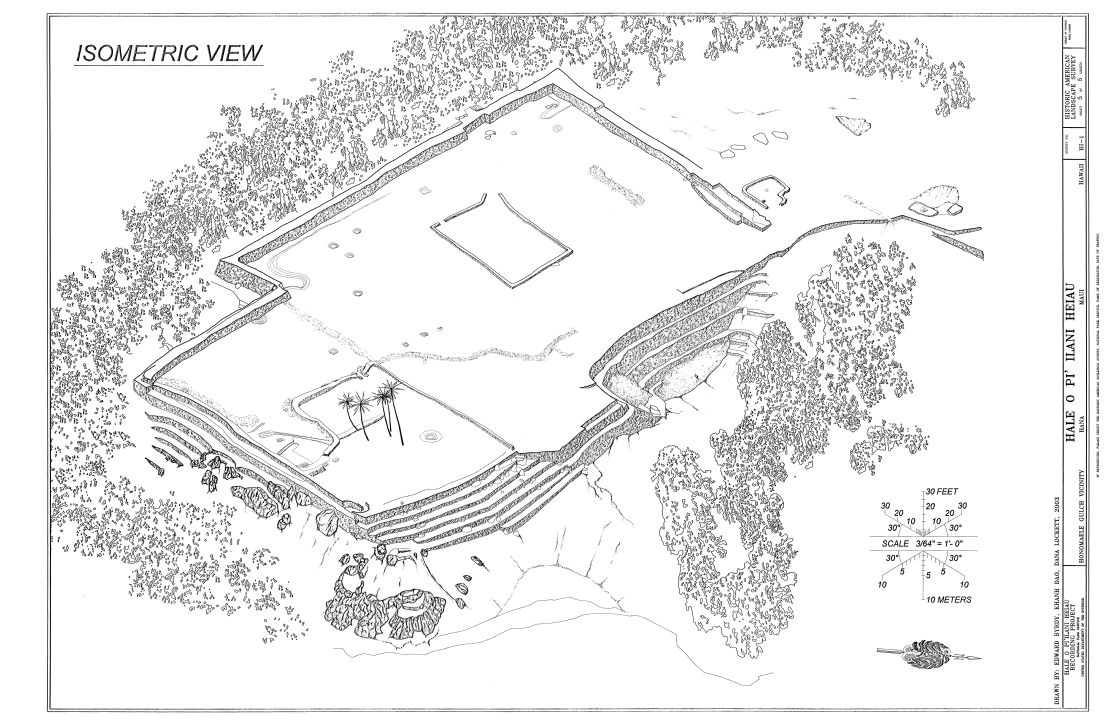
Dibujo de HALS: Hale O Pi' Ilani Heiau, Maui
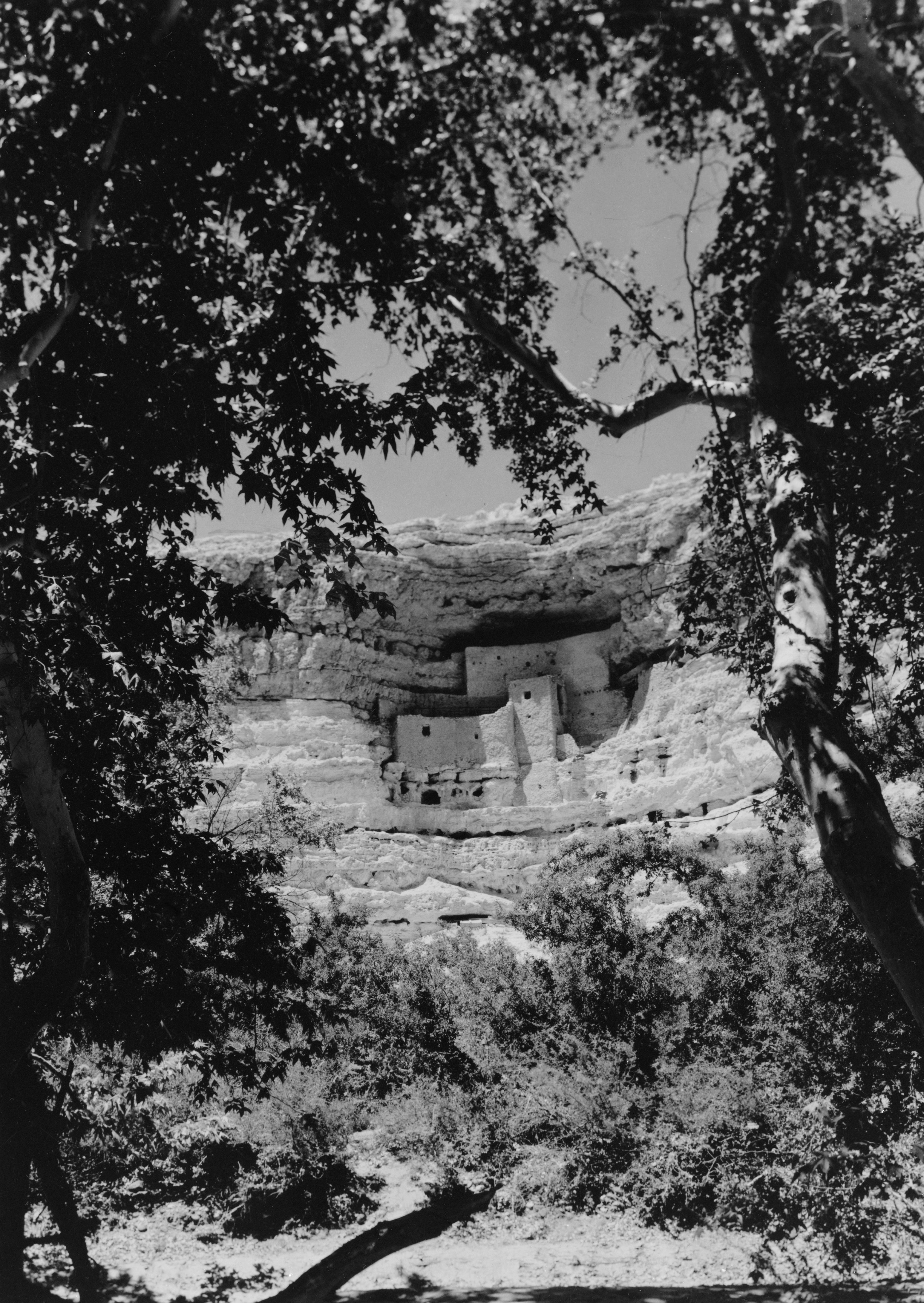
Fotografía de HABS: Castillo Montezuma c.1400, Arizona